# Fuscher Törl
De Fuscher Törl is een 2428 meter hoge bergpas in de Oostenrijkse deelstaat Salzburg. De pashoogte maakt deel uit van de Großglockner Hochalpenstraße, een hoogalpiene bergweg die Salzburg met Karinthië verbindt. De pas zorgt voor een verbinding tussen Fusch an der Großglocknerstraße en de andere belangrijke pas van de Großglockner Hochalpenstraße, de Hochtor.
Een monument dat ter hoogte van de Fuscher Törl is geplaatst, herinnert aan de arbeiders die bij aanleg van de Großglockner Hochalpenstraße begin jaren 30 dodelijk verongelukten. Het monument is ontworpen door architect Clemens Holzmeister.
Arlberg · Bielerhöhe · Brenner · Fern · Flexen · Gerlos · Großglockner · Hahntennjoch · Katschberg · Kühtai · Pfitscherjoch · Plöcken · Radstädter Tauern · Reschen · Seefeld · Sölk · Staller Sattel · Timmelsjoch · Triebener Tauern · Turracherhöhe · Zeinis